# Little Women: Dallas
Little Women: Dallas es una serie de televisión de realidad estadounidense que debutó el 2 de noviembre de 2016, en Lifetime. Es la tercera serie derivada de Little Women: LA. La serie narra la vida de mujeres pequeñas que son amigas y viven en la ciudad de Dallas, Texas.

## Reparto
| Miembros           | Temporadas | Temporadas |
| Miembros           | 1          | 2          |
| ------------------ | ---------- | ---------- |
| Caylea Woodbury    | Principal  | Principal  |
| Tiffani Chance     | Principal  | Principal  |
| Bri Barlup         | Principal  | Principal  |
| Asta Young         | Principal  | Principal  |
| Emily Fernandez    | Principal  | Principal  |
| Amanda Loy         | Principal  | Principal  |
| Brichelle Humphrey | Recurrente | Recurrente |

## Episodios
| Temporada | Temporada | Episodios | Episodios | Emisión original       | Emisión original       |
| Temporada | Temporada | Episodios | Episodios | Primera emisión        | Última emisión         |
| --------- | --------- | --------- | --------- | ---------------------- | ---------------------- |
|           | 1         | 14        | 14        | 2 de noviembre de 2016 | 17 de mayo de 2017     |
|           | 2         | 17        | 17        | 4 de octubre de 2017   | 6 de diciembre de 2017 |